# Oxford (Pensilvania)
Oxford es un borough ubicado en el condado de Chester en el estado estadounidense de Pensilvania. En el año 2000 tenía una población de 4315 habitantes y una densidad poblacional de 870 personas por km².

## Geografía
Oxford se encuentra ubicado en las coordenadas 39°47′2″N 75°58′42″O / 39.78389, -75.97833.

## Demografía
Según la Oficina del Censo en 2000 los ingresos medios por hogar en la localidad eran de $34 966 y los ingresos medios por familia eran $41 172. Los hombres tenían unos ingresos medios de $35 398 frente a los $23 015 para las mujeres. La renta per cápita para la localidad era de $16 579. Alrededor del 10% de la población estaba por debajo del umbral de pobreza.